# シーエナジー
株式会社シーエナジー（英: Cenergy Co.）は、愛知県名古屋市東区に本社を置く中部電力グループのガス販売子会社。

## 概要
2001年（平成13年）設立。かつては東邦ガスや岩谷産業、中部ガスとの合弁会社であったが、2013年（平成25年）に中部電力が完全子会社化した。
主な事業は、LNG販売のほか、オンサイトエネルギーサービスや太陽光発電など総合エネルギーサービスを展開している。2014年（平成26年）6月には特定規模電気事業者に登録し、首都圏での電力販売を行うと発表。電力は中部電力グループのダイヤモンドパワーから調達し、工場や病院などに販売するとしている。

## 沿革
- 2001年（平成13年）4月 - 会社設立[7]。
- 2012年（平成24年）4月 - 中部電力子会社の株式会社エル・エヌ・ジー中部を合併[7]。
- 2013年（平成25年）
  - 8月 - 中部電力の完全子会社となる[7]。
  - 10月 - 中部電力の空調設備受託事業を譲受[7]。
- 2014年（平成26年）6月 - 特定規模電気事業者（PPS事業者）に登録。
- 2018年（平成30年）6月 - 本社を移転[7]。
- 2019年（平成31年）
  - 1月 - 甘酒水力発電所の運転を開始[8]。
  - 10月 - 子会社のCEPO半田バイオマス発電株式会社においてCEPO半田バイオマス発電所の営業運転を開始[2]。
- 2020年（令和2年）12月 - 子会社の株式会社シーエス・アクアにおいてひだ巣之内水力発電所の営業運転を開始[9]。
- 2021年（令和3年）9月 - 株式会社アクトと資本業務提携。同月、株式会社オルテナジーと資本業務提携[7]。
- 2023年（令和5年）12月 - 愛知海運株式会社との合弁会社「中電ソザイテラス合同会社」を設立[7]。

## 事業所
- 本社
- 関東支社（東京都中央区）[10]
- 静岡支社（静岡県掛川市）[10]
- 長野支社（長野県松本市）[10]
- 三重支社（三重県津市）[10]
- 三島メンテナンスセンター（静岡県三島市）[10]

## 関連会社
- CEPO半田バイオマス発電株式会社（フルハシEPO株式会社との合弁）[2]
- 中尾地熱発電株式会社（東芝エネルギーシステムズ株式会社との合弁）
- 株式会社シーエス・アクア（坂本土木株式会社との合弁）
- 中電ソザイテラス合同会社（愛知海運株式会社との合弁）